# حاتم أبو خضرة
حاتم علي أبو خضرة (مواليد 25 يوليو 1990) لاعب كرة قدم أردني من أصل فلسطيني يجيد اللعب في مركز الهجوم مع الفيصلي في الدوري الأردني.

## روابط خارجية
- اللاعب حاتم أبو خضرة على موقع كووورة.